# Heliconius cybele
Heliconius cybele är en fjärilsart som beskrevs av Pieter Cramer 1775. Heliconius cybele ingår i släktet Heliconius och familjen praktfjärilar. Inga underarter finns listade i Catalogue of Life.